# Kecamatan Ajangale
Kecamatan Ajangale (indonesiska: Ajangale) är ett distrikt i Indonesien.   Det ligger i provinsen Sulawesi Selatan, i den centrala delen av landet, 1 500 km öster om huvudstaden Jakarta.